# Сенкевич, Николай Юрьевич
Никола́й Юрьевич Сенке́вич (17 июня 1968, Москва) — российский медиаменеджер, бывший генеральный директор телекомпании НТВ и бывший генеральный директор «Газпром-Медиа».

## Биография
Родился 17 июня 1968 года в Москве.

### Образование
Окончил московскую школу № 45, затем обучался в Военно-медицинской академии в Ленинграде на факультете подготовки врачей для Военно-воздушных сил, откуда был отчислен за многократные кражи вещей однокурсников (со второго курса). Вмешательство отчима Юрия Сенкевича помогло урегулировать конфликт. Затем восстановился в Московский государственный медико-стоматологический университет (окончил его в 1993 году).
В 1995 году получил специальность пульмонолога.
После окончания ординатуры, по его собственным словам, «предпочёл пойти работать палатным врачом во второе терапевтическое отделение городской клинической больницы 57».
В декабре 2000 года защитил докторскую диссертацию, минуя кандидатскую, и занял должность заведующего лабораторией. Продолжал практиковать и в клинике НИИ.

### Карьера
В отечественную медиасферу пришёл в первой половине 1990-х. В 1993 году Сенкевич работал над медицинскими программами на радиостанции «Панорама».
В 1996 году работал над фильмом «Жизнь с астмой».
В 1997 году работал на канале «Московия» ведущим программы «Очень дальнее Подмосковье», о чём рассказал в одном из интервью:
У кого-то из телевизионщиков родилась «гениальная» идея: взять сына Сенкевича и дочь Дроздова в качестве ведущих и сделать нечто среднее между «Клубом кинопутешествий» и «В мире животных».
В 2000 году учредил компанию «Клуб кинопутешествий», ставшую производителем программы «Клуб путешественников». Компания была ликвидирована в 2016 году.
В 2001 году вступил в должность заместителя начальника отдела специальных проектов департамента информационной политики ОАО «Газпром».

С 23 января 2003 года по 4 июля 2004 года — генеральный директор телекомпании НТВ, сменил на этом посту Бориса Йордана. Марина Леско накануне его назначения отмечала (в беседе с Николаем Сенкевичем):
В своё время появление Николая Юрьевича на НТВ было подобно грому среди ясного неба: пост генерального директора самого строптивого телеканала достался врачу, про которого широкой общественности было известно лишь то, что он является сыном автора программы «Клуб кинопутешествий» Юрия Сенкевича. Медийщики были возмущены до глубины души столь неожиданным назначением и, вместо того, чтобы обидеться на «Газпром», в недрах которого созрело это кадровое решение, обрушились на самого Сенкевича-младшего.
Большой общественный резонанс вызвал сатирический сюжет Павла Лобкова о своём новом начальнике. Сюжет прошёл в эфире программы Леонида Парфёнова «Намедни» спустя 3 дня после официального назначения Сенкевича. В нём Лобков привёл доказательства, цитируя статью Сенкевича «Советы Вольтеру», что по своей медицинской специальности новый шеф НТВ не столько терапевт, сколько проктолог. Кроме того, Лобков добавил: «Старая фраза Жванецкого „Хватит смотреть на мир глазами Сенкевича“ приобретает новый, неожиданный смысл».
Через полтора года не меньший общественный резонанс вызвало увольнение Леонида Парфёнова с НТВ. Приказ об увольнении был подписан лично Николаем Сенкевичем, что многие журналисты и политики посчитали проявлением цензуры со стороны руководства телеканала. Ранее, в ноябре 2003 года, Парфёнов назвал политическим решение Сенкевича изъять из эфира сюжет о книге журналистки Елены Трегубовой «Байки кремлёвского диггера», однако Сенкевич отверг обвинения, назвав сюжет «словоблудством, хамством и пошлостью».
В 2004 году — генеральный директор ОАО «Газпром-Медиа» и Председатель Совета директоров телекомпании НТВ.
С 5 июля 2004 года по 30 сентября 2013 года — Генеральный директор, Председатель Правления ОАО «Газпром-Медиа Холдинг».
С 20 сентября 2005 года — вице-президент «Газпромбанк» (Открытое акционерное общество).
С 25 декабря 2006 года — советник Председателя Правления ОАО «Газпром».
С 24 декабря 2007 года — первый вице-президент ОАО «Газпромбанк» (Открытое акционерное общество).
С 2013 года — вице-президент Газпромбанка.

### Семья
Отец — военнослужащий. Мать — Ксения Николаевна, урождённая Михайлова, преподаватель английского языка.
Отчим — телеведущий, путешественник и врач Юрий Александрович Сенкевич. Впоследствии усыновил Николая.
Сын — Вадим.

## Награды и премии
- Орден Почёта (27 июня 2007 года) — за большой вклад в развитие отечественного телевидения и многолетнюю плодотворную работу[21][22].
- Орден «Достык» II степени (Казахстан).
- Почётная грамота Правительства Российской Федерации (17 июня 2013 года) — за большой личный вклад в развитие современных средств массовой информации и многолетний добросовестный труд[23].
- Благодарность Президента Российской Федерации (14 июля 2008 года) — за заслуги в развитии телекоммуникационных технологий[24].
- В 2008 году получил звание «Менеджер года».